# Blackgaze

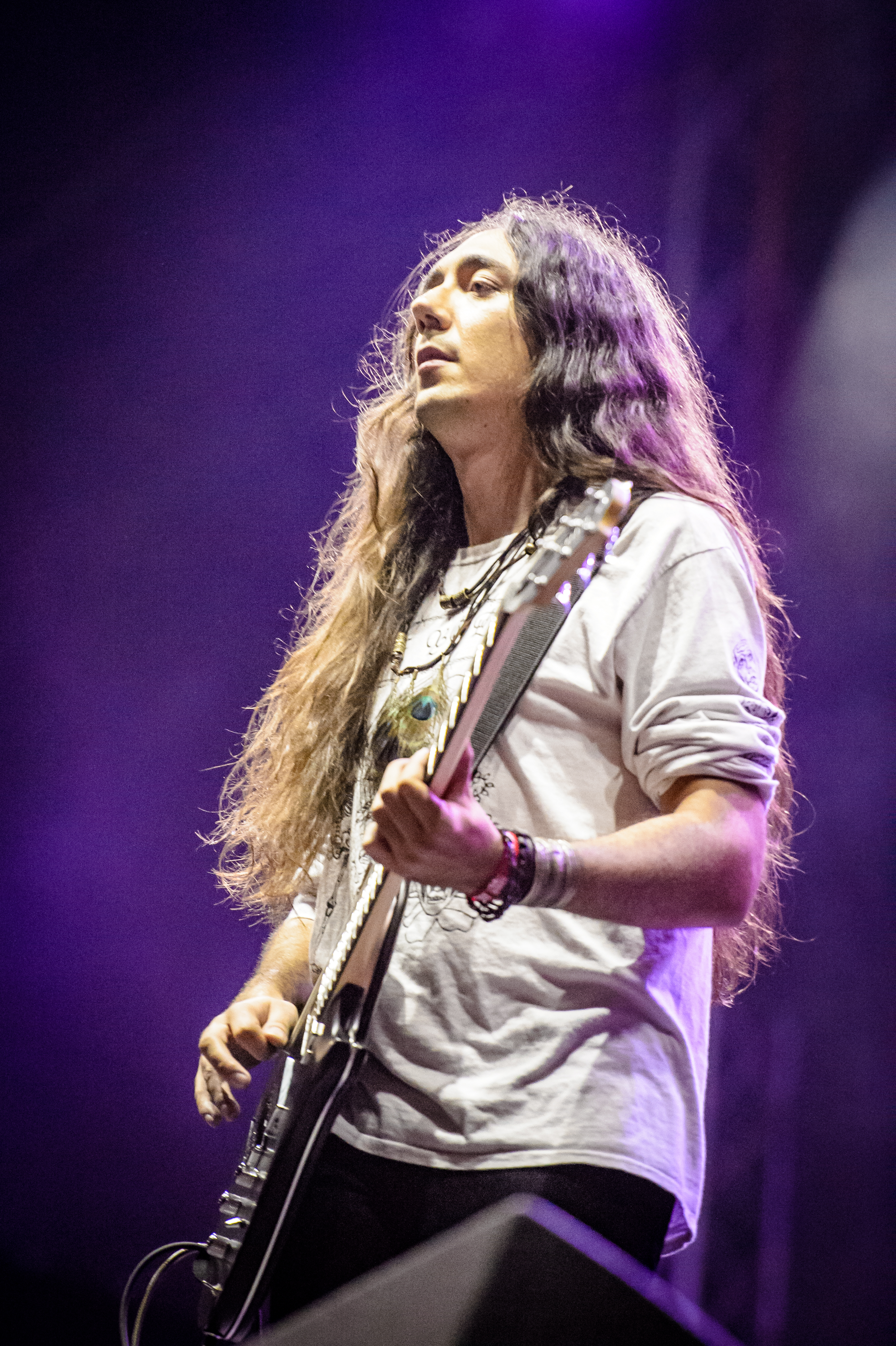
Neige tijdens een concert in 2017

Blackgaze is de benaming voor het muziekgenre waarin elementen uit de black metal worden gecombineerd met elementen uit de shoegaze. De Franse muzikant Stéphane Paut, beter bekend onder de artiestennaam Neige, wordt beschouwd als pionier van het genre door zijn werk in de bands Amesoeurs en Alcest. Door de Amerikaanse band Deafheaven heeft het genre meer bekendheid verworven, met name door hun tweede album Sunbather uit 2013, dat dat jaar het best beoordeelde album van het jaar op Metacritic. Het genre is stilistisch nauw verwant aan post-metal.